# アダム・リーチ
アダム・リーチ（Adam Reach 、1993年2月3日 - ）は、イングランド・ダラム州チェスター＝ル＝ストリート出身のプロサッカー選手。ウェスト・ブロムウィッチ・アルビオンFC所属。ポジションはMF。

## 経歴

### クラブ
ミドルズブラFCのアカデミー出身。2011年5月7日、トップチームデビュー戦となったドンカスター・ローヴァーズFC戦で初ゴールを決めた。同月17日、クラブ史上6番目の若さでプロ契約を締結した。
2016年8月31日、移籍金500万ポンドでシェフィールド・ウェンズデイFCに移籍。
2021年8月2日、ウェスト・ブロムウィッチ・アルビオンFCと3年契約を結んだ。

### 代表
各年代でイングランド代表に選出されている。2013年にはトルコで開催されたFIFA U-20ワールドカップに参加。全3試合に出場したが、チームはグループステージ敗退に終わった。